# Rövidpályás gyorskorcsolya a 2024. évi téli ifjúsági olimpiai játékokon
A 2024. évi téli ifjúsági olimpiai játékokon a rövidpályás gyorskorcsolya versenyszámait január 20. és január 24. között rendezték a Gangneung Ice Arenában. Új versenyszámként jelent meg a fiú és lány 1500 méteres egyéni, valamint vegyes váltó, ugyanakkor a nemzetek vegyes csapatváltóját törölték a programból.

## A versenyszámok időrendje
A rövidpályás gyorskorcsolya versenyek hivatalosan 4 versenynapból álltak. A versenyszámok eseményei helyi idő szerint (UTC+09:00), zárójelben magyar idő szerint (UTC+01:00) olvashatóak:
| január 20., szombat                                 | január 21., vasárnap                                 | január 22., hétfő                                  | január 23., kedd                                | január 24., szerda                |
| --------------------------------------------------- | ---------------------------------------------------- | -------------------------------------------------- | ----------------------------------------------- | --------------------------------- |
| 9:50–10:30 (1:50–2:30) Bemelegítés                  | 9:50–10:30 (1:50–2:30) Bemelegítés                   | 13:50–14:30 (5:50–6:30) Bemelegítés                |                                                 | 9:10–9:30 (1:10–1:30) Bemelegítés |
| 10:30–11:00 (2:30–3:00) Jégfelület-felújítás        | 10:30–11:00 (2:30–3:00) Jégfelület-felújítás         | 14:30–15:00 (6:30–7:00) Jégfelület-felújítás       | 9:30–10:00 (1:30–2:00) Jégfelület-felújítás     |                                   |
| 11:00–11:36 (3:00–3:36) Lányok 1500 m – negyeddöntő | 11:00–11:36 (3:00–3:36) Lányok 1000 m – előfutam     | 15:00–15:26 (7:00–7:26) Lányok 500 m – előfutam    | 10:00–10:12 (2:00–2:12) Vegyes váltó – elődöntő |                                   |
| 11:36–12:12 (3:36–4:12) Fiúk 1500 m – negyeddöntő   | 11:36–12:12 (3:36–4:12) Fiúk 1000 m – előfutam       | 15:26–15:51 (7:26–7:51) Fiúk 500 m – előfutam      | 10:12–10:27 (2:12–2:27) Jégfelület-felújítás    |                                   |
| 12:12–12:27 (4:12–4:27) Jégfelület-felújítás        | 12:12–12:27 (4:12–4:27) Jégfelület-felújítás         | 15:51–16:05 (7:51–8:05) Jégfelület-felújítás       | 10:27–10:41 (2:27–2:41) Vegyes váltó – döntő    |                                   |
| 12:27–12:45 (4:27–4:45) Lányok 1500 m – elődöntő    | 12:27–12:43 (4:27–4:43) Lányok 1000 m – negyeddöntők | 16:05–16:16 (8:05–8:16) Lányok 500 m – negyeddöntő |                                                 |                                   |
| 12:45–13:03 (4:45–5:03) Fiúk 1500 m – elődöntő      | 12:43–12:59 (4:43–4:59) Fiúk 1000 m – negyeddöntő    | 16:16–16:28 (8:16–8:28) Fiúk 500 m – negyeddöntő   |                                                 |                                   |
| 13:03–13:18 (5:03–5:18) Jégfelület-felújítás        | 12:59–13:14 (4:59–5:14) Jégfelület-felújítás         | 16:28–16:42 (8:28–8:42) Jégfelület-felújítás       |                                                 |                                   |
| 13:18–13:32 (5:18–5:32) Lányok 1500 m – döntő       | 13:14–13:23 (5:14–5:23) Lányok 1000 m – elődöntő     | 16:42–16:49 (8:42–8:49) Lányok 500 m – elődöntő    |                                                 |                                   |
| 13:32–13:45 (5:32–5:45) Fiúk 1500 méter – döntő     | 13:23–13:30 (5:23–5:30) Fiúk 1000 m – elődöntő       | 16:50–16:57 (8:50–8:57) Fiúk 500 m – elődöntő      |                                                 |                                   |
|                                                     | 13:30–13:47 (5:30–5:47) Jégfelület-felújítás         | 16:57–17:13 (8:57–9:13) Jégfelület-felújítás       |                                                 |                                   |
| 13:47–13:57 (5:47–5:57) Lányok 1000 m – döntő       | 17:13–17:22 (9:13–9:22) Lányok 500 m – döntő         |                                                    |                                                 |                                   |
| 13:57–14:06 (5:57–6:06) Fiúk 1000 m – döntő         | 17:22–17:30 (9:22–9:30) Fiúk 500 m – döntő           |                                                    |                                                 |                                   |

## A versenyen részt vevő nemzetek
A versenyen 29 nemzet 71 sportolója – 36 fiú és 35 lány – vett részt, az alábbi megbontásban:
| Részt vevő nemzetek fiú / lány megbontásban | Részt vevő nemzetek fiú / lány megbontásban | Részt vevő nemzetek fiú / lány megbontásban | Részt vevő nemzetek fiú / lány megbontásban | Részt vevő nemzetek fiú / lány megbontásban | Részt vevő nemzetek fiú / lány megbontásban | Részt vevő nemzetek fiú / lány megbontásban | Részt vevő nemzetek fiú / lány megbontásban | Részt vevő nemzetek fiú / lány megbontásban |
| ------------------------------------------- | ------------------------------------------- | ------------------------------------------- | ------------------------------------------- | ------------------------------------------- | ------------------------------------------- | ------------------------------------------- | ------------------------------------------- | ------------------------------------------- |
| Nemzet                                      | F                                           | L                                           | Nemzet                                      | F                                           | L                                           | Nemzet                                      | F                                           | L                                           |
| Ausztrália                                  | 1                                           | 0                                           | Hongkong                                    | 0                                           | 1                                           | Németország                                 | 1                                           | 1                                           |
| Belgium                                     | 1                                           | 0                                           | Japán                                       | 2                                           | 2                                           | Olaszország                                 | 2                                           | 2                                           |
| Brazília                                    | 1                                           | 0                                           | Kanada                                      | 2                                           | 2                                           | Szerbia                                     | 1                                           | 0                                           |
| Bulgária                                    | 2                                           | 1                                           | Kazahsztán                                  | 2                                           | 2                                           | Szingapúr                                   | 1                                           | 1                                           |
| Csehország                                  | 0                                           | 1                                           | Kína                                        | 2                                           | 2                                           | Szlovákia                                   | 0                                           | 2                                           |
| Dél-Korea                                   | 2                                           | 2                                           | Lengyelország                               | 1                                           | 2                                           | Szlovénia                                   | 0                                           | 1                                           |
| Egyesült Államok                            | 2                                           | 2                                           | Lettország                                  | 0                                           | 2                                           | Thaiföld                                    | 1                                           | 1                                           |
| Franciaország                               | 2                                           | 1                                           | Litvánia                                    | 0                                           | 1                                           | Törökország                                 | 2                                           | 0                                           |
| Fülöp-szigetek                              | 1                                           | 0                                           | Magyarország                                | 2                                           | 2                                           | Ukrajna                                     | 1                                           | 2                                           |
| Hollandia                                   | 2                                           | 2                                           | Nagy-Britannia                              | 2                                           | 0                                           |                                             |                                             |                                             |

F = fiú, L = lány

## Eredmények

### Éremtáblázat
(A rendező nemzet csapata eltérő háttérszínnel, a táblázatokban az egyes számoszlopok legmagasabb értéke, vagy értékei vastagítással kiemelve.)
| A 2024. évi téli ifjúsági olimpiai játékok éremtáblázata rövidpályás gyorskorcsolyában | A 2024. évi téli ifjúsági olimpiai játékok éremtáblázata rövidpályás gyorskorcsolyában | A 2024. évi téli ifjúsági olimpiai játékok éremtáblázata rövidpályás gyorskorcsolyában | A 2024. évi téli ifjúsági olimpiai játékok éremtáblázata rövidpályás gyorskorcsolyában | A 2024. évi téli ifjúsági olimpiai játékok éremtáblázata rövidpályás gyorskorcsolyában | Olimpia  |
| -------------------------------------------------------------------------------------- | -------------------------------------------------------------------------------------- | -------------------------------------------------------------------------------------- | -------------------------------------------------------------------------------------- | -------------------------------------------------------------------------------------- | -------- |
|                                                                                        | Ország                                                                                 | Arany                                                                                  | Ezüst                                                                                  | Bronz                                                                                  | Összesen |
| 1.                                                                                     | Kína (CHN)                                                                             | 4                                                                                      | 4                                                                                      | 0                                                                                      | 8        |
| 2.                                                                                     | Dél-Korea (KOR)                                                                        | 1                                                                                      | 1                                                                                      | 2                                                                                      | 4        |
| 3.                                                                                     | Egyesült Államok (USA)                                                                 | 1                                                                                      | 1                                                                                      | 0                                                                                      | 2        |
| 4.                                                                                     | Lengyelország (POL)                                                                    | 1                                                                                      | 0                                                                                      | 0                                                                                      | 1        |
|                                                                                        |                                                                                        |                                                                                        |                                                                                        |                                                                                        |          |
| 5.                                                                                     | Törökország (TUR)                                                                      | 0                                                                                      | 1                                                                                      | 0                                                                                      | 1        |
|                                                                                        |                                                                                        |                                                                                        |                                                                                        |                                                                                        |          |
| 6.                                                                                     | Japán (JPN)                                                                            | 0                                                                                      | 0                                                                                      | 3                                                                                      | 3        |
| 7.                                                                                     | Kazahsztán (KAZ)                                                                       | 0                                                                                      | 0                                                                                      | 1                                                                                      | 2        |
| 7.                                                                                     | Magyarország (HUN)                                                                     | 0                                                                                      | 0                                                                                      | 1                                                                                      | 1        |
|                                                                                        |                                                                                        |                                                                                        |                                                                                        |                                                                                        |          |
| Összesen                                                                               | Összesen                                                                               | 7                                                                                      | 7                                                                                      | 7                                                                                      | 21       |

### Éremszerzők

#### Fiú
| A 2024. évi téli ifjúsági olimpiai játékok érmesei fiú rövidpályás gyorskorcsolyában |                                             |          |                                             |          |                                             |          |
| Versenyszám                                                                          | Arany                                       | Arany    | Ezüst                                       | Ezüst    | Bronz                                       | Bronz    |
| 500 m                                                                                | Sean Boxiong Shuai · Egyesült Államok (USA) | 41,755   | Csang Hszin-csö (Zhang Xinzhe) · Kína (CHN) | 48,570   | Major Dominik · Magyarország (HUN)          | 41,969   |
| 1000 m                                                                               | Csang Hszin-csö (Zhang Xinzhe) · Kína (CHN) | 1:26,257 | Muhammed Bozdağ · Törökország (TUR)         | 1:26,349 | Kida Raito · Japán (JPN)                    | 1:26,478 |
| 1500 m                                                                               | Dzsu Dzsehi (Joo Jaehee) · Dél-Korea (KOR)  | 2:21,906 | Csang Hszin-csö (Zhang Xinzhe) · Kína (CHN) | 2:22,095 | Kim Joszung (Kim Yousung) · Dél-Korea (KOR) | 2:22,148 |

#### Lány
| A 2024. évi téli ifjúsági olimpiai játékok érmesei lány rövidpályás gyorskorcsolyában |                                           |          |                                              |          |                                                |          |
| Versenyszám                                                                           | Arany                                     | Arany    | Ezüst                                        | Ezüst    | Bronz                                          | Bronz    |
| 500 m                                                                                 | Anna Falkowska · Lengyelország (POL)      | 44,314   | Kang Mindzsi (Kang Min-ji) · Dél-Korea (KOR) | 44,484   | Csong Dzsehi (Chung Jae-hee) · Dél-Korea (KOR) | 45,018   |
| 1000 m                                                                                | Li Csin-ce (Li Jinzi) · Kína (CHN)        | 1:40,803 | Jang Csing-zsu (Yang Jingru) · Kína (CHN)    | 1:40,996 | Polina Omelchuk · Kazahsztán (KAZ)             | 1:41,600 |
| 1500 m                                                                                | Jang Csing-zsu (Yang Jingru) · Kína (CHN) | 2:33,148 | Li Csin-ce (Li Jinzi) · Kína (CHN)           | 2:41,543 | Inoue Nonomi · Japán (JPN)                     | 2:42,293 |

#### Vegyes
| A 2024. évi téli ifjúsági olimpiai játékok érmesei vegyes rövidpályás gyorskorcsolyában | |          | |          |                                                                         |          |
| Versenyszám                                                                             | Arany | Arany    | Ezüst                                                                                              | Ezüst    | Bronz                                                                   | Bronz    |
| Vegyes váltó                                                                            | Kína (CHN) · Li Csin-ce (Li Jinzi) · Jang Csing-zsu (Yang Jingru) · Csang Po-hao (Zhang Bohao) · Csang Hszin-csö (Zhang Xinzhe) | 2:46,516 | Egyesült Államok (USA) · Kyung Eun Jang · Eliza Rhodehamel · Julius Kazanecki · Sean Boxiong Shuai | 2:47,124 | Japán (JPN) · Inoue Nonomi · Josizava Aoi · Fucsigami Júta · Kida Raito | 2:47,412 |